# Пријемни (филм)
Пријемни (енгл. Admission) америчка је романтична комедија из 2013. године по истоименом роману Жан Ханф Корелиц. Режију потписује Пол Вајц, по сценарију Карен Кронер, док главне улоге тумаче Тина Феј и Пол Рад.

## Радња
Професорку Универзитета Принстон, Поршу Нејтан, очекује изненађење када оде у посету средњој школи коју води њен бивши колега Џон Пресман. Наиме, Џон сумња да је Џеремаја, његов талентовани ученик, можда њен син кога је дала на усвајање пре много година. Сада је Порша приморана да због Џеремаје крши правила, ризикујући све што је урадила у животу. Али успут такође проналази изненађујући и узбудљив живот пун романтике, о коме је одувек сањала.

## Улоге
| Глумац              | Улога              |
| ------------------- | ------------------ |
| Тина Феј            | Порша Нејтан       |
| Пол Рад             | Џон Пресман        |
| Мајкл Шин           | Марк               |
| Лили Томлин         | Сузана             |
| Волас Шон           | Волас              |
| Нет Вулф            | Џеремаја Балакијан |
| Глорија Рубен       | Корин              |
| Траварис Спирс      | Нелсон             |
| Кристофер Еван Велч | Брант              |
| Сонја Волгер        | Хелен              |
| Лејга Хенкок        | Јулија Карасов     |
| Ден Ливи            | Џејмс              |